# Hassler Whitney
Pour les articles homonymes, voir Whitney.
Hassler Whitney (23 mars 1907 – 10 mai 1989) est un mathématicien américain et un des fondateurs de la théorie des singularités.

## Biographie
Il soutient sa thèse en 1932 sous la direction de George David Birkhoff.
En 1935, Whitney démontre que toute variété différentielle de dimension n admet un plongement dans {\textstyle \mathbb {R} ^{2n}} (théorème de plongement de Whitney) et une immersion dans {\textstyle \mathbb {R} ^{2n-1}} (théorème d'immersion de Whitney (en)). 
Le théorème de plongement montre que les variétés peuvent être définies intrinsèquement ou comme sous-variétés d'un espace vectoriel réel, au choix. La définition intrinsèque avait été donnée quelques années plus tôt par Oswald Veblen et J. H. C. Whitehead. Ces théorèmes ouvrirent la route à des recherches plus poussées sur les immersions, les plongements et la possibilité d'existence de plusieurs structures de variété différentielle sur une variété topologique.
Quelques années plus tard, Whitney écrit l'article fondateur de la théorie des matroïdes. A priori, ce domaine fait partie de la combinatoire, mais est récemment apparu dans la structure des grassmanniennes.
Les singularités des fonctions en petites dimensions, devenues primordiales dans l'œuvre de René Thom, sont d'abord étudiées par Whitney.
Son livre Geometric Integration Theory pose les fondations théoriques nécessaires pour appliquer le théorème de Stokes en présence de singularités au bord.
La partie purement topologique de son travail porte sur les fibrés vectoriels (classe de Stiefel-Whitney).
Il reçoit la National Medal of Science en 1976, le prix Wolf en 1983 et le prix Steele en 1985.